# Plaridel (Quezon)
Plaridel (Bayan ng Plaridel) är en kommun i Filippinerna. Kommunen ligger på ön Luzon, och tillhör provinsen Quezon. Folkmängden uppgår till 9 501 invånare.
Plaridel är indelat i 9 barangayer.